# Irina Abramova
 (février 2024).
La mise en forme du texte ne suit pas les recommandations de Wikipédia : il faut le « wikifier ».
Les points d'amélioration suivants sont les cas les plus fréquents. Le détail des points à revoir est peut-être précisé sur la page de discussion.
- Les titres sont pré-formatés par le logiciel. Ils ne sont ni en capitales, ni en gras.
- Le texte ne doit pas être écrit en capitales (les noms de famille non plus), ni en gras, ni en italique, ni en « petit »…
- Le gras n'est utilisé que pour surligner le titre de l'article dans l'introduction, une seule fois.
- L'italique est rarement utilisé : mots en langue étrangère, titres d'œuvres, noms de bateaux, etc.
- Les citations ne sont pas en italique mais en corps de texte normal. Elles sont entourées par des guillemets français : « et ».
- Les listes à puces sont à éviter, des paragraphes rédigés étant largement préférés. Les tableaux sont à réserver à la présentation de données structurées (résultats, etc.).
- Les appels de note de bas de page (petits chiffres en exposant, introduits par l'outil «  Source ») sont à placer entre la fin de phrase et le point final[comme ça].
- Les liens internes (vers d'autres articles de Wikipédia) sont à choisir avec parcimonie. Créez des liens vers des articles approfondissant le sujet. Les termes génériques sans rapport avec le sujet sont à éviter, ainsi que les répétitions de liens vers un même terme.
- Les liens externes sont à placer uniquement dans une section « Liens externes », à la fin de l'article. Ces liens sont à choisir avec parcimonie suivant les règles définies. Si un lien sert de source à l'article, son insertion dans le texte est à faire par les notes de bas de page.
- La présentation des références doit suivre les conventions bibliographiques. Il est recommandé d'utiliser les modèles {{Ouvrage}}, {{Chapitre}}, {{Article}}, {{Lien web}} et/ou {{Bibliographie}}. Le mode d'édition visuel peut mettre en forme automatiquement les références.
- Insérer une infobox (cadre d'informations à droite) n'est pas obligatoire pour parachever la mise en page.

Pour une aide détaillée, merci de consulter Aide:Wikification.
Si vous pensez que ces points ont été résolus, vous pouvez retirer ce bandeau et améliorer la mise en forme d'un autre article.
Irina Olegovna Abramova (née le 16 septembre 1962 ) est une économiste russe, membre du Présidium de l'Académie des sciences de Russie, directrice de l'Institut d'études africaines de l'Académie des sciences de Russie et membre correspondant de l'Académie des sciences de Russie, docteur en sciences économiques, professeur.

## Biographie
Abramova, Irina Olegovna est née le 16 septembre 1962.
En 1984, elle est diplômée avec distinction du département arabe de la faculté socio-économique de l'Institut des pays asiatiques et africains de l'université d'État de Moscou.
En 1987, elle a soutenu sa thèse de doctorat sur le thème : « Problèmes socio-économiques de l'urbanisation en Égypte » .
De 1994 à 1997 est professeur invitée aux universités de Tübingen, Bochum, Heidelberg (Allemagne) et à l'université de Saint-Gall (Suisse).
En 2011, elle a soutenu sa thèse de doctorat « Le potentiel en ressources de l’Afrique dans l’économie mondiale du XXIe siècle (Déterminants endogènes de la participation des pays africains au nouveau modèle économique du monde) ».
En 2015, elle est nommée directrice de l'Institut d'études africaines de l'Académie des sciences de Russie.
Le 28 octobre 2016, elle a été élue membre correspondant de l'Académie des sciences de Russie au département des problèmes mondiaux et des relations internationales, et en 2017, elle a été élue membre du Présidium de l'Académie des sciences de Russie. Membre de la Commission supérieure d'attestation de la fédération de Russie.

## Activités scientifiques et sociales
Abramova, Irina Olegovna est pécialiste éminent du département des problèmes mondiaux et des relations internationales de l'Académie des sciences de Russie sur les problèmes d'économie et de population de l'Afrique.
En 2004 et 2005, elle a participé à des conférences et séminaires en Russie et à l'étranger dans le cadre du Programme international de lutte contre le blanchiment d'argent et le financement du terrorisme en tant qu'expert du Conseil de l'Europe.
En 2004, elle a pris la parole au Symposium international sur la lutte contre les crimes économiques, organisé chaque année dans la ville de Cambridge (Royaume-Uni).
Avec des scientifiques de Russie et de pays étrangers en 2005-2011 elle a organisé et mené des recherches sur le terrain dans un certain nombre de pays européens et africains sur les questions de population et de migration internationale de main-d'œuvre.
Elle est également membre du conseil scientifique du RAS sur les problèmes africains. Participant à plus de 80 conférences et séminaires internationaux organisés en Russie et à l'étranger.
Membre du comité de rédaction du magazine L'Asie et l'Afrique aujourd'hui.
Irina Abramova est l'auteure de plus de 110 ouvrages scientifiques publiés en Russie et à l'étranger, dont 8 monographies.

## Prix
- Médaille « Pour sa contribution significative à l'organisation du Sommet et du Forum économique Russie-Afrique » (2019) [2]
- Médaille de l'ordre du Mérite de la Patrie, degré II (10 septembre 2020) - « pour une grande contribution au développement de la science et de nombreuses années d'activité fructueuse[3] »

## Monographies
1. Abramova I. O., Поликанов Д. В. Интернет и Африка: параллельные реальности. М.: Институт Африки РАН, 2001. 180 p.
2. I. Abramova, D. Magnusson et al. International experience in prevention of terrorist financing. (Международный опыт по предотвращению финансирования терроризма). Conseil de l'Europe, Moscou. 2005. PP. 1-400. (на англ. яз.).
3. Abramova I. O. Арабский город на рубеже тысячелетий. М.: Восточная литература, 2005. 256 p.
4. Abramova I. O., Фитуни Л. Л., Сапунцов А. Л. «Возникающие» и «несостоявшиеся» государства в мировой экономике и политике. М.: Институт Африки РАН, 2007. 198 p.
5. I. Abramova, C. Stoll, К. Tkachenko. Germany in Africa: reconciling business and development. (Германия в Африке: бизнес и развитие). M.: Institute for African Studies RAS, 2009. PP. 1-192. (на англ. яз.).
6. Abramova I. O. Африканская миграция: опыт системного анализа. М.: Институт Африки РАН, 2009. 354 p.
7. Leonid Fituni, Irina Abramova. Resource Potential of Africa and Russia’s National Interests in the XXI Century. (Ресурсный потенциал Африки и национальные интересы России в XXI веке). M., Institute for African Studies. RAS. 2010, PP. 1-212. (на англ. яз.)
8. Abramova I. O. Население Африки в новой глобальной экономике. М.: Институт Африки РАН, 2010. 496 p.